# Kibucové hnutí
Kibucové hnutí (hebrejsky התנועה הקיבוצית, ha-Tnu'a ha-Kibucit; anglicky Kibbutz Movement) je největší osadnické hnutí kibuců v Izraeli. Vzniklo v roce 1999 částečným sloučením Sjednoceného hnutí kibuců a hnutí ha-Kibuc Arci.

## Sjednocené hnutí kibuců
Sjednocené hnutí kibuců (hebrejsky התנועה הקבוצית המאוחדת, ha-Tnu'a ha-Kibucit ha-Meuchedet), známé též pod svým hebrejským akronymem Hatkam (hebrejsky: התק"ם), bylo založeno v roce 1981 a bylo z velké části propojeno s Stranou práce a jejími předchůdci. Bylo vytvořené sloučením kibucových hnutí ha-Kibuc ha-Meuchad a Ichud ha-Kvucot ve-ha-Kibucim.

### ha-Kibuc ha-Meuchad
ha-Kibuc ha-Meuchad (hebrejsky הקיבוץ המאוחד, doslova „Jednotný kibuc“) bylo sjednocené hnutí kibuců marxistické orientace, vytvořené v roce 1927 sjednocením několika kibucových uskupení a spojené s Poalej Cijon a později stranou Achdut ha-Avoda.

### Ichud ha-Kvucot ve-ha-Kibucim
Ichud ha-Kvucot ve-ha-Kibucim (hebrejsky איחוד הקבוצות והקיבוצים, doslova „Unie kvucot a kibuců“) bylo hnutí vzniklé v roce 1951 sloučení Chever ha-Kvucot (hebrejsky: חבר הקבוצות, doslova „Skupina kvucot“) a Ichud ha-Kibucim (hebrejsky: איחוד הקיבוצים, doslova „Unie kibuců“). (Kvucot, sg. kvuca, byly jedny z prvních forem kibuců). Hnutí sdružovalo kibucy, které opustily z ideologických důvodů ha-Kibuc ha-Meuchad a byly spojeny se Stranou práce a její předchůdkyní Mapaj.

## ha-Kibuc Arci
Kibuc Arci (hebrejsky הקיבוץ הארצי, doslova „Zemský kibuc“ či „Má země“) bylo marxistické kibucové hnutí spojené se socialisticko-sionistickým mládežnickým hnutí ha-Šomer ha-Ca'ir. Bylo založeno 1. dubna 1927 a v roce 1998 sdružovalo 85 kibuců a 28 tisíc členů.

## Rozkol v Kibucovém hnutí roce 2010
V dubnu 2010 opustily Kibucové hnutí kibucy v Jordánském údolí na Západním břehu Jordánu. Důvodem byl nesouhlas s politikou zastavení bytové výstavby v osadách na Západním břehu Jordánu přijatou izraelskou vládou v roce 2009. Vlastní rozkol pak spustil požadavek vlády provést demolici rozestavěných domů v kibucech Bejt ha-Arava a Almog.